# التاريخ الثقافي للأرداف

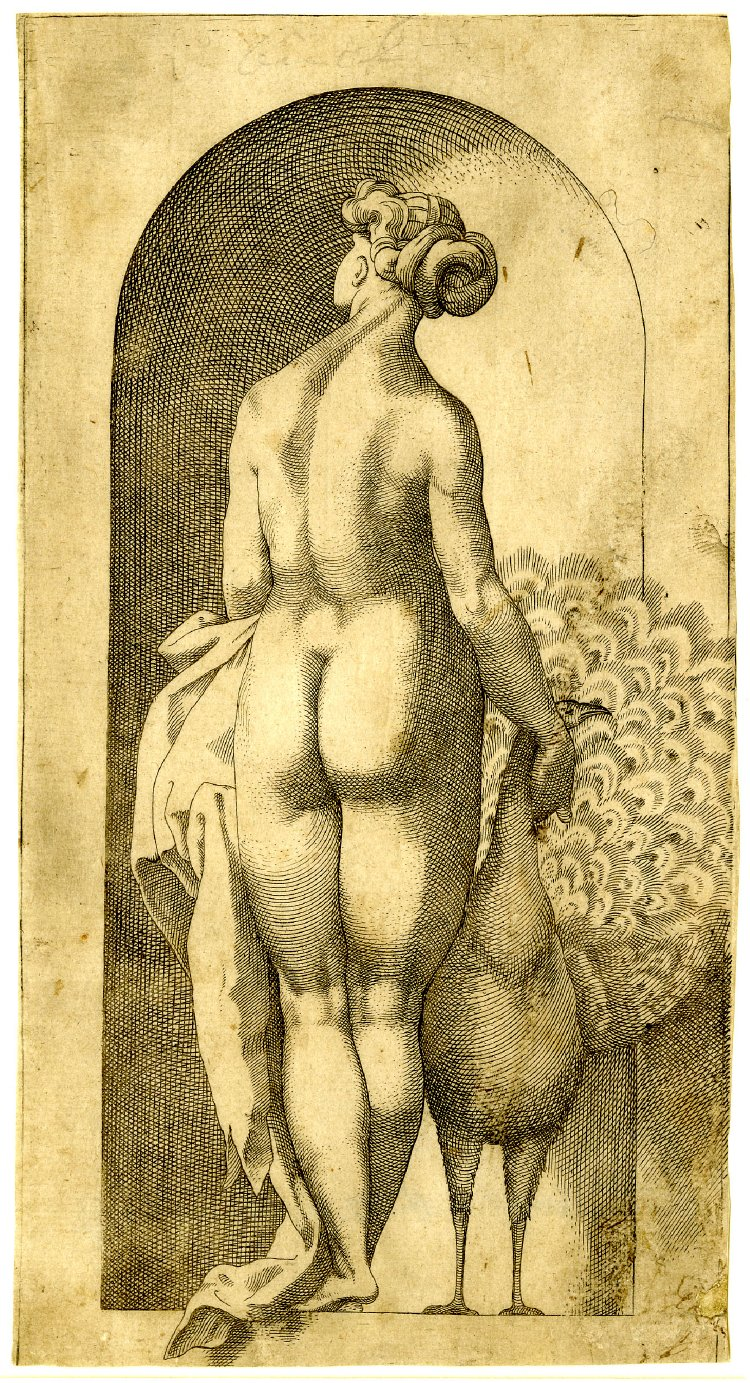
لم تكن حركة مانييريزمو وهي حركةٌ فنيّةٌ برزت وأثَّرت في فنّ عصر النهضة الإيطالي في مرحلته الأخيرة تخشى المبالغة في أَبْعاد الجسم للحصول على تأثيرٍ يُعتبر جذابًا، حتى أنَّ الرسَّام الإيطالي روسو فيورنتينو رسمَ عام 1526 صورةً صارت نقشًا لكبيرة الآلهة جونو بأرداف كبيرة بارزة.

يُقصدُ بالتاريخ الثقافي مجموعة التراكمات من الاختراعات والاكتشفاتِ وغيرها والتي تصبغُ الإنسان بطابعها المهني الحديث وتُحيله إلى كمٍّ هائلٍ من المعلومات والخبرات الذاتيّة بسببِ تقدم وسائل الإنتاج المعرفي، أمّا على مستوى التاريخ الثقافي للأرداف فقد حصلَ فعلًا هذا التحول الذي اعتُبر تحولًا جنسيًا للأرداف وخاصّة بالنسبة للجنسِ الأنثوي عبرَ التاريخ.

## الأهميّة التطوريّة
اقترحَ عالم الجنس ألفريد كينزي أنَّ الأرداف هي موقعُ التقديم الجنسي الأساسي في الرئيسيات، بل يعتقدُ بعض علماء الأنثروبولوجيا وعلماء الأحياء الاجتماعيّة أنَّ فتيشيّة الثدي تنبعُ من تشابه الثديين مع الأرداف، بحيثُ تُوفّر هذه الفتيشيّة انجذابًا جنسيًا عندما يُرى الجسم من الأمام على عكسِ الأرداف القابعة في الخلف.
لدى الإناث عمومًا أردافٌ مستديرةٌ ممتلئةٌ أكثر بسبب هرمون الإستروجين الذي يُشجّع الجسم على تخزين الدهون في الأرداف والوركين والفخذين، على عكسِ التستوستيرون – الهرمون الجنسي الرئيسي لدى الذكور – والذي يمنعُ تخزين الدهون في هذه المناطق، وبالتالي تحتوي الأرداف عند الإناث على أنسجة دهنيّة أكثر من الذكور، خاصة بعد سنّ البلوغ. يقترحُ علماء النفس التطوريون أنَّ الأرداف المستديرة ربما تكونُ قد تطوَّرت كصفةٍ مرغوبةٍ لأنها تُوفّر مؤشرًا بصريًا عن شبابِ المرأة وخصوبتها. إنها – أي الأرداف المستديرة والممتلئة – تُشير إلى وجودِ هرمون الإستروجين ووجود مخازن دهون كافيّة للحمل والرضاعة. تُعطي الأرداف بالإضافة إلى ذلك إشارةً إلى شكلِ وحجمِ الحوض، مما يؤثر على القدرةِ على الإنجاب. نظرًا لأن نمو الأرداف يبدأُ عند بدء الإحاضة وينخفضُ مع تقدم العمر، فإنَّ الأرداف الممتلئة هي أيضًا رمزٌ للشباب.
قالت عالمةُ الأنثروبولوجيا البيولوجيّة هيلين فيشر إنَّ «الأرداف السمينة المستديرة ربما تجذبُ الذكور أثناء الجماع الخلفي». في دراسةٍ أُجريت عام 2017 باستخدامِ نماذج ثلاثيّة الأبعاد وتقنيّة تتبُع العين (بالإنجليزية: Eye-Tracking Technology)‏، اختُبر ادعاء فيشر وأظهرَ أن البروز الطفيف لظهر المرأة وخاصّة على المستوى السفلي (الأرداف) يؤثر على مدى جاذبية الآخرين لها ويجعلها لافتةً لأنظارِ كلٍّ من الرجال والنساء.

## التاريخ

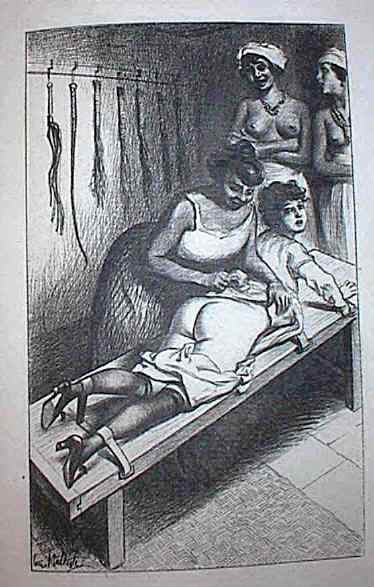
حركةُ ضرب الأرداف أو الضرب على الأرداف والتي يُعتقَدُ أنها كانت موجودة في العصر الفكتوري

لطالمَا كانت الأرداف الأنثوية رمزًا للخصوبة والجمال منذ بداية تاريخ البشريّة، فالتماثيلُ التي أُنشئَت في وقتٍ مبكر من 24000 قبل الميلاد، مثل فينوس ويلندورف ركّزت أو بالغت في تصويرِ الأرداف والوركين والفخذين. كان جمالُ الأرداف الأنثوية وإثارتها مهمًا لليونانيين القدماء، حيث يُعتقد أنهم بنوا تماثيل مثل فينوس كاليبيغوس والتي تُركّز على تصويرِ الأرداف بشكل مستديرٍ وممتلئ. على نفس الجانب فقد اعتُبرت الأرداف العارية هي الأخرى مثيرةً في سلالة مينغ الحاكمة، حيث قُورنت غالبًا بالقمر الساطع، ويطرحُ العديد من الفنانين نماذج للتأكيد على أهميّة الأرداف من الناحيّة الثقافيّة.

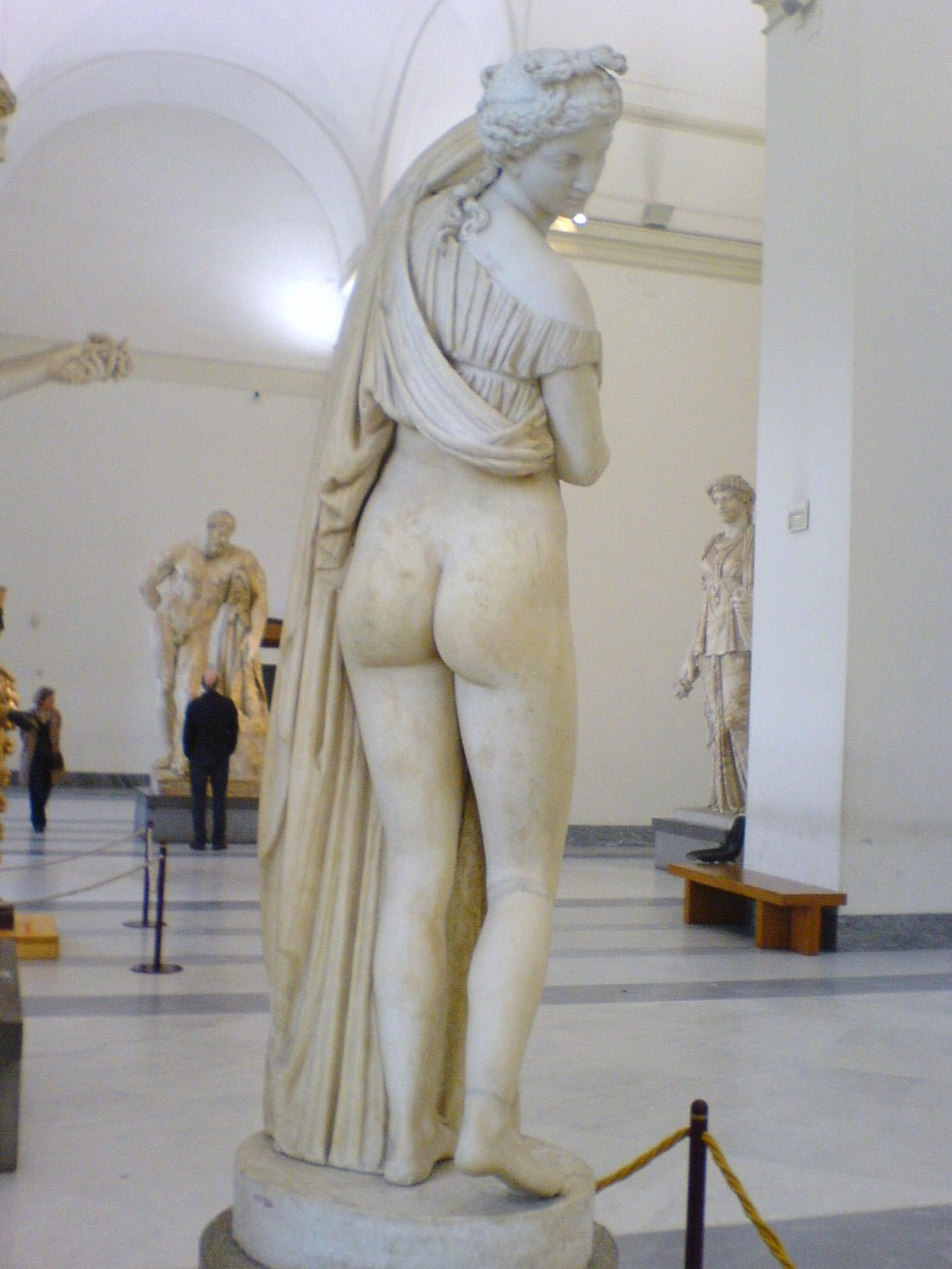
فينوس ذات الأرداف الجميلة هو تمثالٌ روماني (يُعتقد أنه يستندُ إلى أصلٍ يوناني) يؤكّد على التركيزِ على الأرداف

اعتُبرت الأرداف في الفكر الغربي منطقةً مثيرةً للشهوة الجنسيّة لعدة قرون وذلك بسبب ارتباطها وقُربها من الأعضاء التناسلية الأنثويّة، وغالبًا ما تكون الأرداف من التابوهات نظرًا لقُربها من فتحة الشرج وارتباطها بجهاز الإخراج. افترضَ العالِم النفسي المشهور سيغموند فرويد أن التطور النفسي الجنسي حدث على ثلاث مراحل – الفم والشرج والأعضاء التناسلية – وهذا التثبيت والاهتمام في المرحلة الشرجيّة تسبَّب فيما يُعرف بالاستبقاء الشرجي والتركيز الدائم على الإثارة الجنسية للشرج.
كانَ ضربُ الأردافِ شيئًا بارزًا في المواد الإباحيّة الكتابيّة في بريطانيا الفيكتوريّة على غِرار كتاب «Lady Bumtickler's Revels» وكتاب «Exhibition of Female Flagellants» الذي صدرَ عام 1830. في كتاب «دراسات في علم نفس الجنس (بالإنجليزية: Studies in the Psychology of Sex)‏ الذي نُشرَ عام 1927 للطبيب البريطاني وعالم النفس الجنسي هافلوك إليس، يصفُ الخصائص الجنسية الثقافية للأرداف فيقول:
ويُضيف:
يدَّعي هافلوك إليس أيضًا أن الكورسيهات والمشدَّات و‌والمنفجة تهدفُ إلى إبراز والتأكيد على أهميّة الأرداف. لقد ازدادَ التركيزُ على الأرداف الأنثويّة كخاصية جنسية في الآونة الأخيرة وفقًا لراي بي براون، الذي يعزو التغيير إلى انتشار الجينز فيقول:

## الذكور

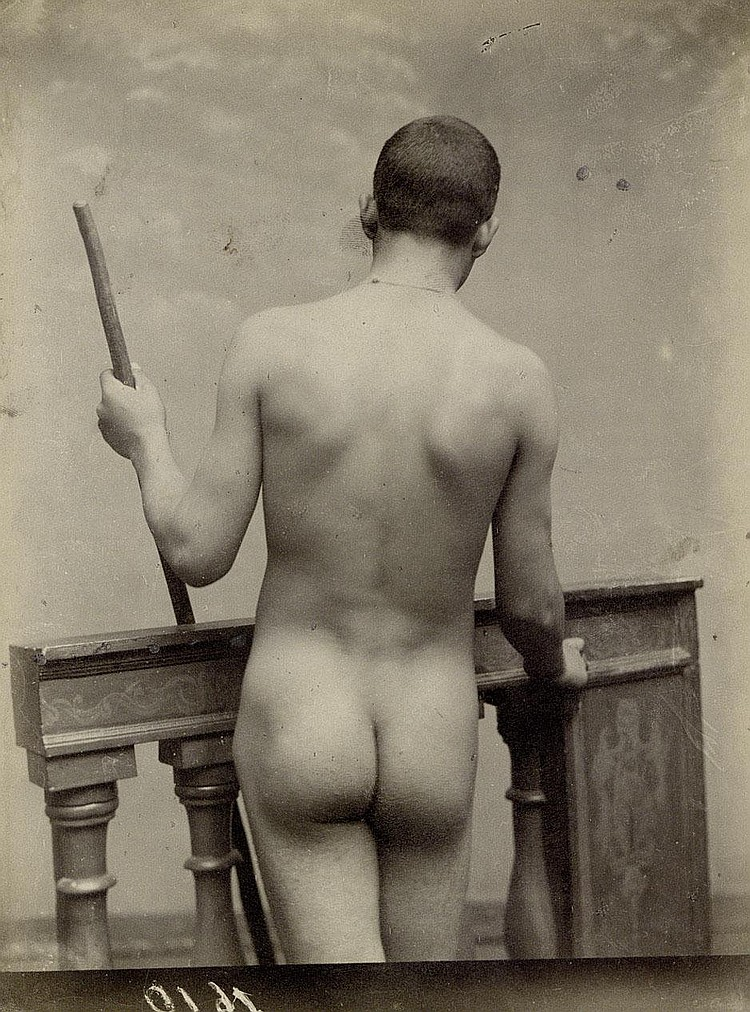
أحد صور المصوّر الألماني ويليام فون غلودين العاريّة التي تُؤكّد وتُركّز على أرداف الذكور

غالبًا ما يتم إضفاءُ الإثارة الجنسيّة على الأرداف الأنثوية في الشبقيّة بين الجنسين، وحتى الأرداف الرجالية تُعتبر مثيرةً للشهوة الجنسيّة لدى العديد من النساء وإن كانت بشكل أقلّ من نظيرتها النسائيّة، كما يتمُّ إثارتها أيضًا في الجنسانيّة الجنسيّة الذكريّة والتي غالبًا ما تُركّز على الجِماع الشرجي.

## فيتيشيّة الأرداف
فتيشيّة الأرداف أو الشبق الاجتزائي للأرداف هو حالةٌ تُصبح فيها الأرداف بؤرة أساسيّة للانتباه الجنسي. قد ترتبطُ هذه الفتيشيّة بالولعِ الجنسي باللباس الداخلي، الولع بالبراز، و‌العقاب البدني السادي الذي يشملُ الأرداف.